# كلاوس شولتسه (مجدف)
كلاوس شولتسه (بالألمانية: Klaus Schulze)‏ هو مجدف ألماني، ولد في 3 يناير 1928 في هاله في ألمانيا، وتوفي في 16 أبريل 2013.

## وصلات خارجية
- كلاوس شولز على موقع الاتحاد الدولي للتجديف (الإنجليزية)
- كلاوس شولز على موقع أوليمبيديا (الإنجليزية)